# Camillo Giardina
Pour les articles homonymes, voir Giardina.
Camillo Giardina, né le 29 mars 1907 à Pavie (Italie) et mort le 26 février 1985 à Rome (Italie), est un homme politique italien.